# Joseph Lister
Joseph Lister, 1º Barão de Lister, OM, PRS (West Ham, 5 de abril de 1827 — Walmer, 10 de fevereiro de 1912), foi um médico, cirurgião e pesquisador britânico, pioneiro nas técnicas de antissepsia nas cirurgias, considerado o "pai" da cirurgia moderna.
Iniciou uma nova era no campo da cirurgia quando demonstrou, em 1865, que o ácido carbólico era um efetivo agente antisséptico, o que reduziu o número de mortes por infecções pós-operatórias. Lister promoveu a prática, enquanto trabalhava na Glasgow Royal Infirmary, de que técnicas estéreis na cirurgia impediam a infecção pós-operatória, que levavam à sepsis, necrose de tecidos e morte por infecção generalizada.
Apoiado nos avanços em microbiologia promovidos por Louis Pasteur, Lister iniciou o sucesso de sua técnica com o uso do ácido carbólico como antisséptico depois de observar que o uso da substância como desinfetante por engenheiros de uma companhia de água fez diminuir sensivelmente o odor de esgoto que assolava as cidades britânicas na época. 
Lister então empregou o uso do ácido carbólico na redução de infecções pós-operatórias, o que tornou as cirurgias seguras para os pacientes e para os médicos, tornando-o assim o "pai" da moderna cirurgia.

## Biografia

### Primeiros anos
Lister nasceu em West Ham, Condado de Essex, em 5 de abril de 1827, em uma próspera família quacre. Era filho do enólogo e cientista amador Joseph Jackson Lister, pioneiro na produção de lentes acromáticas para microscópios e sua esposa, Isabella. Era o quarto filho do casal e o segundo filho homem entre sete irmãos.
Joseph Jackson cuidava do negócio de vinhos da família, ainda que muitos quacres se abstivessem do consumo de álcool. Interessado por ciência e óptica desde criança, Joseph se debruçava sobre o microscópio, vendo-o como uma ferramenta científica e não um mero brinquedo caro como muitos contemporâneos da época. A paixão de Lister pela ciência começou no pequeno laboratório do pai, onde usava o microscópio para investigar a natureza. Entre os anos de 1824 e 1843, Joseph trabalhou para corrigir diversos defeitos do microscópio, incluindo uma distorção nas lentes que produzia uma auréola roxa em torno dos objetos, o que levava a muitos a desconfiar da precisão e revelações que um microscópio pudesse fornecer. Seu trabalho lhe rendeu uma membresia na Royal Society em 1832.
Joseph insistia que seus filhos lessem todos os dias pela manhã, tendo uma biblioteca com diversos volumes tanto religiosos quanto científicos. Joseph também era um quacre devoto, que não submetera a família a tratamentos médicos perigosos, pois acreditava na intervenção divina sobre a doença, acreditando que muitas substâncias usadas em terapias eram mais prejudiciais do que benéficas. Lister foi o primeiro da turma em francês e alemão na escola, tendo também sido bem-sucedido em história natural, ciências e matemática.
Lister cresceu em uma propriedade onde tinha contato com a natureza e podia investigar o mundo natural. Fazia esboços com grande precisão de estruturas que via pelo microscópio do pai e fazia dissecações em casa e sempre anotava os feitos e os comentava com o pai. Mas Lister surpreendeu a família ao anunciar a decisão de que gostaria de se tornar cirurgião. O trabalho dos cirurgiões na época carregava um estigma social, visto como um trabalhador braçal, que usava as mãos para ganhar a vida. Não era considerada uma profissão de respeito e prestígio. Cirurgiões dificilmente eram empregados em hospitais e muitos ganhavam a vida com clínicas particulares.

### University College

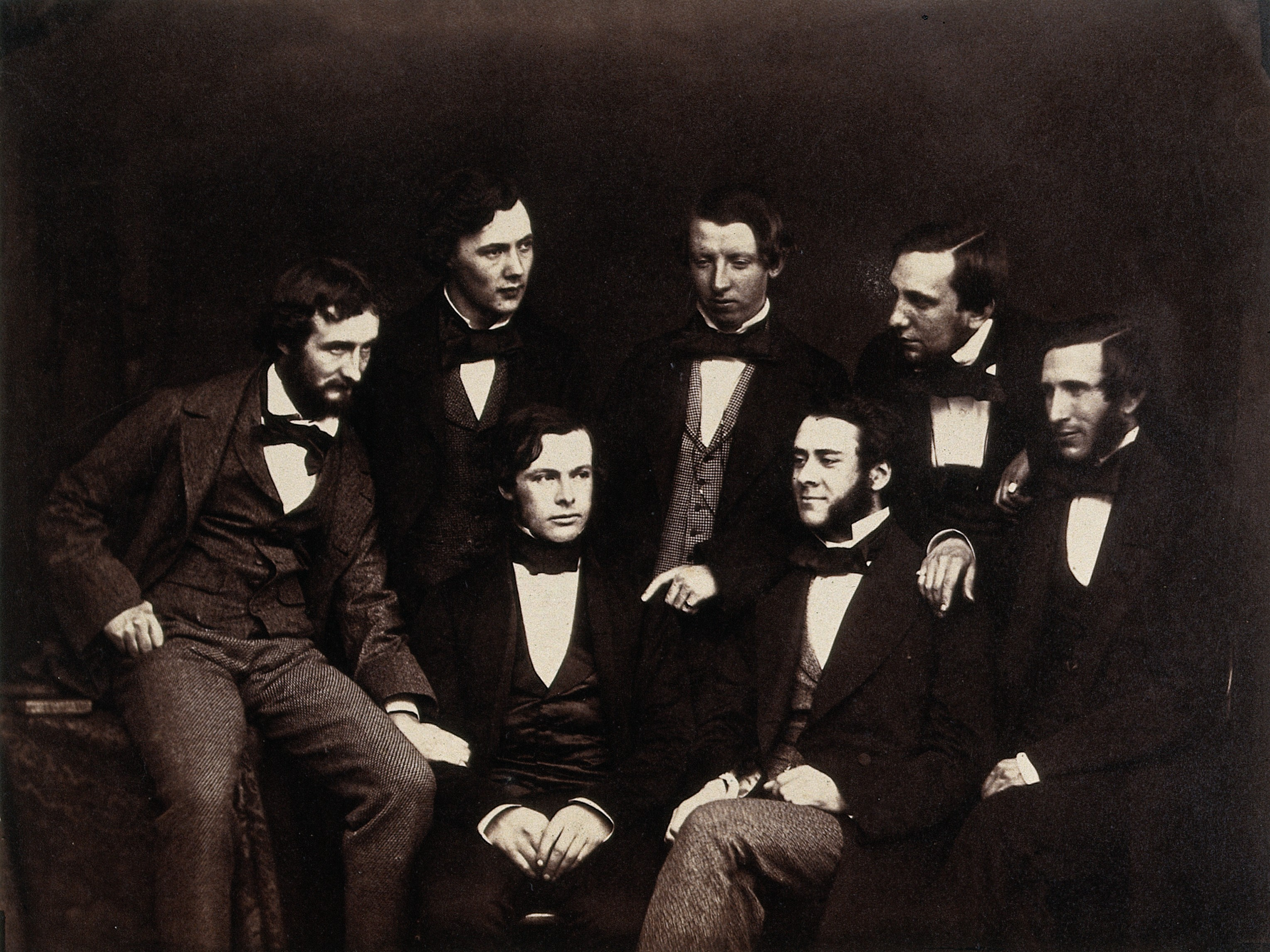
Lister com seus colegas residentes na Old Royal Infirmary, Edimburgo, c. 1855 (Lister é o primeiro, com as mãos juntas)

Aos 17 anos, Lister ingressou na University College London, uma das poucas instituições na época que aceitava estudantes quacres. Saindo de um pequeno vilarejo de pouco mais de 12 mil habitantes foi um choque chegar à cosmopolita Londres. Inicialmente estudou botânica, obtendo um bacharelado em artes em 1847, atendendo aos desejos do pai.
Registrou-se como estudante de medicina e se formou com honras, ingressando em seguida na Faculdade Real de Cirurgiões da Inglaterra, aos 26 anos. Contraiu varíola por volta dessa época, junto do irmão, mas se recuperou. Seu irmão John sobreviveu à doença, mas depois desenvolveu um tumor cerebral, que lhe tirou a visão, os movimentos das pernas, enfim vindo a falecer em 1846, com apenas 23 anos de idade, morte que marcou profundamente seu pai, Joseph Jackson. Uma crise de consciência abateu Lister depois da morte do irmão, questionando-se se sua vocação deveria ser na congregação quacre ao invés da cirurgia. Seu pai o convenceu a permanecer na medicina, mas ainda assim Lister abandou a faculdade no começo de 1848, em depressão.
Lister passou um ano viajando pela Grã-Bretanha e depois pela Europa, até retornar a Londres. Em 1849, matriculou-se novamente na University College London, dedicando-se novamente à cirurgia. Praticava suas habilidades no anfiteatro cirúrgico da instituição e nas horas vagas comprava peças anatômicas para estudar em casa. Um ano depois de iniciados os estudos, Lister iniciou sua residência cirúrgica no University College Hospital, em outubro de 1850. Alguns meses depois, foi oferecido a ele um cargo de auxiliar cirúrgico de John Eric Erichsen, cirurgião sênior da instituição. Lister dava plantões noturnos no hospital, onde aproveitava as horas vagas para estudar. Chegou a depor em um caso de tentativa de feminicídio na corte depois de atender uma mulher esfaqueada pelo marido.
Em 1852, Lister fez grandes contribuições à ciência ao usar seu microscópio para examinar a estrutura do olho humano, corroborando a hipótese de que a íris se compunha de fibras de musculatura lisa e que suas ações eram involuntárias, indo contra o que se achava na época. Porém ainda demoraria muito tempo para que os experimentos com uso de microscópio fossem vistos como úteis para a medicina.
Por volta dessa época, a enfermaria sob administração de John Eric Erichsen apresentou vários casos de gangrena. Na época se atribuía ao ar ruim as epidemias em hospitais de piemia, gangrena e infecção hospitalar generalizada. Mas Lister observou corretamente que quando se lavava e retirava tecido morto de uma úlcera gangrenosa, a tendência do tecido era a da recuperação. Lister não estava convencido de que os miasmas eram totalmente responsáveis pelas infecções.
Lister terminou sua residência com Erichsen em fevereiro de 1852 e aceitou a nomeação de assistente clínico no University College, período em que foi bastante condecorado e homenageado pelos membros do hospital por seu trabalho. Seus experimentos científicos eram vistos com ironia por grande parte dos colegas, que não viam utilidade no microscópio. Foi assim que um professor sugeriu que Lister passasse um tempo viajando pelos hospitais da Europa, para ver de perto avanços da medicina. Seu professor indicou que começasse pela Escócia, onde o renomado cirurgião James Syme era professor de cirurgia na Universidade de Edimburgo. Lister embarcou em setembro de 1853.

### Edimburgo
James Syme era conhecido por uma inovadora técnica de amputação na articulação do tornozelo, ainda usada nos dias de hoje, que permitia ao paciente a suportar o peso sobre o coto do tornozelo, dando-lhe uma maior mobilidade e independência do que técnicas anteriores. Em uma carta redigida ao pai, Lister explicou suas razões para a viagem a Edimburgo:
| “ | Não terei, como em Londres, que lutar contra rivais invejosos e combater ou me aliar ingloriamente a charlatães (...) Por temperamento sou muito avesso a brigar e disputar com os outros; na verdade, duvido que conseguisse enfrentá-las. | ” |

Pouco depois de chegar a Edimburgo, ele se apresentou a Syme com uma carta de recomendação, sendo bem recebido pelo colega, que era responsável por três enfermarias na Royal Infirmary. Logo Lister se tornou braço direito de Syme no hospital, tornando-se seu cirurgião residente em 1854. Syme era uma inspiração e um modelo para Lister, que discorria sobre sua admiração ao velho cirurgião em cartas para a família. Rapidamente, Lister ganhou a admiração e o respeito dos colegas, em especial pela forma respeitosa com que tratava os pacientes.
Muito amigo de Syme, Lister frequentava sua casa e era convidado para jantares e foi em um desses que conheceu uma das filhas de Syme, Agnes, por quem se apaixonou e tinha intenção de casar o quanto antes. Porém, a família Syme não era quacre, eram da Igreja Episcopal da Escócia e assim Lister precisou se desligar de sua congregação para que o casamento acontecesse. Lister se preocupava em perder o apoio financeiro do pai, já que seu trabalho como cirurgia não lhe rendia um salário fixo, mas seu pai não desamparou o filho nem a futura nora. Eles se casaram em 23 de abril de 1856, no salão de festas da casa de Syme, em consideração aos parentes quacres de Lister que não quisessem entrar em uma igreja. O casal passou os três meses da lua de mel visitando hospitais na França e na Alemanha e Agnes se tornou uma importante assistente para os estudos de Lister.

### Antissepsia
Antes que Lister se debruçasse sobre as causas das infecções hospitalares, acreditava-se que a exposição aos compostos venenosos no ar eram os responsáveis. O mau cheiro nas alas hospitalares causadas pelos pacientes em condições de total falta de higiene pareciam corroborar o senso comum. Apesar de muitas enfermarias terem grandes janelas que permitissem a ventilação dos locais, não havia a noção de que era necessário lavar as mãos quando se examinasse os pacientes nem que se lavassem incisões e machucados abertos. Os cirurgiões acreditavam que a presença de pus era salutar para as feridas.
As cirurgias eram praticadas sem qualquer condição de higiene. Não havia troca de roupas entre um procedimento ou outro e era comum que os aventais estivessem imundos, com crostas secas de sangue e pus por cima. Acreditava-se ainda que as manchas de sangue e a "fedentina hospitalar" eram marcas de um bom exercício da profissão. Antes de Lister, médicos como Ignaz Semmelweis e Oliver Wendell Holmes já tinham pontuado a necessidade de se lavar feridas, mãos e de se trocar com frequências bandagens e roupa de cama dos pacientes.
Enquanto era professor de cirurgia da Universidade de Glasgow, Lister entrou em contato com um artigo publicado pelo químico francês Louis Pasteur, mostrando que a deterioração de alimentos poderia ocorrer sob condições anaeróbicas se micro-organismos estivessem presentes. Pasteur sugeria três métodos para eliminar os micro-organismos: filtração, exposição ao calor ou exposição a antissépticos. Assim, Lister se concentrou em encontrar um antisséptico eficaz para matar os micro-organismos sem causar danos ao paciente. No começo de 1865, Lister começou a testar vários antissépticos, testando as substâncias mais comuns da época, como o líquido de Condy.
| “ | Quando li o artigo de Pasteur, eu disse a mim mesmo: assim como podemos destruir piolhos na cabeça cheia de lêndeas de uma criança, mediante a aplicação de um veneno que não causa nenhuma lesão no couro cabeludo, creio que possamos aplicar nos ferimentos de um paciente produtos tóxicos que destruam as bactérias sem danificar as partes sensíveis do tecido. | ” |

Em 1834, Friedlieb Ferdinand Runge descobriu o fenol, também conhecido como ácido carbólico, derivado de uma forma impura de alcatrão de hulha. Quando Lister soube que o ácido carbólico vinha sendo usado para tratar esgoto, ele decidiu testar a eficácia da substância, aplicando-a diretamente nas feridas dos pacientes.

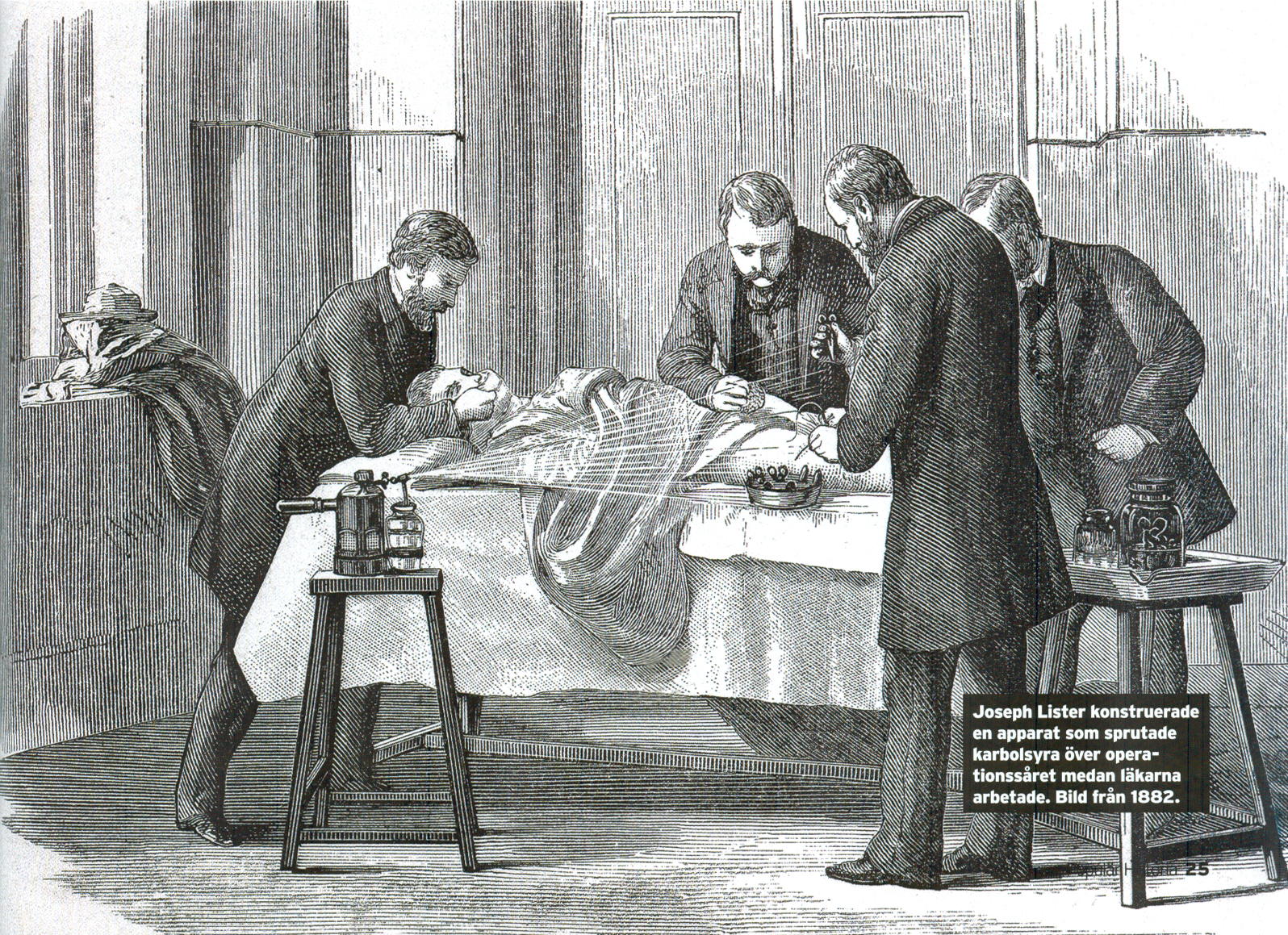
Lister aspergindo fenol sobre um paciente

Lister começou a borrifar instrumentos, incisões cirúrgicas e aventais com uma solução de ácido carbólico, descobrindo que uma lesão borrifada com a substância dificilmente evoluía para uma gangrena. Em agosto de 1865, Lister aplicou uma camada de ácido carbólico em solução na ferida de uma criança de 7 anos de idade, em fratura exposta, depois que a roda de uma carroça passou por cima de sua perna. Lister limpava o ferimento e renovava os curativos e descobriu que nenhuma infecção tinha se espalhado. Depois de seis semanas, o garoto teve alta do hospital. Lister publicou suas descobertas na revista The Lancet, em uma série de seis artigos, de março a julho de 1867.
Na categoria de professor, ele começou a instruir seus alunos e colegas a lavar as mãos antes das cirurgias com uma solução de 5% de ácido carbólico. Instrumentos deveriam ser lavados com a mesma substância e o anfiteatro cirúrgico deferia ser desinfetado com a aspersão no ar de ácido carbólico. Roupas deveriam ser trocadas e lavadas com frequência e feridas deveriam ser meticulosamente tratadas com a solução para evitar infecções.
Lister deixou a Universidade de Glasgow em 1869 para assumir o cargo deixado pelo professor George Husband Baird MacLeod. Retornaria a Edimburgo como sucessor de Syme como professor de cirurgia na universidade e continuaria a desenvolver e melhorar métodos de antissepsia. Sua fama começou a se espalhar pela Grã-Bretanha. Uma aula sua era concorrida, com até 400 ouvintes se apertando no anfiteatro cirúrgico.

### Críticas
Ainda que Lister tivesse razão sobre a falta de higiene dos cirurgiões que levassem à morte de seus pacientes e que os antissépticos deveriam ser empregados em todas as etapas da cirurgia, Lister foi grandemente criticado por outros médicos que o acusavam inclusive de ser um charlatão. Muitos diziam que tentaram replicar os passos descritos por Lister e não obtiveram resultados satisfatórios, outros o acusavam de não ter feito nenhuma contribuição efetiva para a medicina, apenas copiando ideias e escritos de médicos anteriores.
Nos Estados Unidos, que contribuiu para a cirurgia com a anestesia, a resistência era ainda maior, ainda que poucos cirurgiões compreendessem e aplicassem a técnica. O Massachusetts General Hospital, que uma vez ameaçou de demissão qualquer cirurgião que aderisse à técnica listeriana, começou a adotar a técnica depois que seu cirurgião-chefe reconheceu sua eficácia. Foi o primeiro hospital dos Estados Unidos a fazer uso institucional das técnicas de Lister. Lister tinha apoiadores, como Marcus Beck, cirurgião do University College Hospital, que não apenas usava as técnicas do professor como também a incluiu na edição seguinte do manual cirúrgico em uso na época.
O ácido carbólico, porém, apresentava problemas na aplicação. O spray no anfiteatro cirúrgico causava desconforto tanto respiratório quanto oftalmológico e o excesso dele nas bandagens causava lesão nos tecidos. Essas lesões eram o principal entrave para muitos cirurgiões adotarem a técnica, acreditando que isso interferia com o processo inflamatório, causando mais mal do que bem. A técnica também se baseava na teoria sobre os micro-organismos de Pasteur, que não era bem-vista ou aceita por boa parte da comunidade médica. Muitos diziam que a técnica era difícil de compreender e aplicar pela incompetência de Lister, tanto como cirurgião como escritor.

## Últimos anos
Em 1871, Lister foi chamado às pressas para o leito da rainha Vitória, que finalmente tinha concordado em se deixar ser examinada por um cirurgião devido a um abcesso infectado na axila. A rainha aprovou os métodos de Lister, o que fez sua popularidade se espalhar, mas ainda havia resistência da classe médica de Londres.
Lister se mudou de volta para Londres, para lecionar no King's College Hospital e em 1881 foi eleito presidente da Clinical Society of London. Foi pioneiro no uso de categute em suturas e no uso de drenos em feridas, além de desenvolver um torniquete para a aorta.
A esposa de Lister, Agnes, o auxiliou em sua pesquisa durante toda a vida, mas ela morreu na Itália, em 1893, em um dos poucos feriados que o casal se permitia aproveitar e depois disso, Lister se aposentou da prática médica. Sem vontade de estudar ou pesquisar, ele logo caiu em uma depressão. Apesar de ter sofrido um AVC, Lister ainda fazia visitas públicas e algumas palestras. Em 24 de agosto, o rei Eduardo VII teve uma apendicite dois dias antes de sua coroação. Como todas as intervenções cirúrgicas da época, uma apendicectomia era bastante arriscada e vários cirurgiões consultados se negaram a realizar a operação. Lister então orientou os cirurgiões reais a utilizar seus métodos de assepsia e o rei foi operado, se recuperando bem em seguida.

## Morte
Joseph Lister morreu em 10 de fevereiro de 1912 em sua casa de campo em Walmer, Kent, aos 84 anos. Ele foi sepultado no Cemitério de Hampstead, em Fortune Green, Londres, depois de um funeral na Abadia de Westminster. Lister e a esposa Agnes não tiveram filhos e seus sobrinhos ficaram responsáveis por seu espólio e escritos.

## Legado e homenagens
Lister foi presidente da Royal Society entre 1895 e 1900. Depois de sua morte, um fundo foi criado, levando à criação da Medalha Lister, prestigiado prêmio oferecido a cirurgiões. O Instituto de Medicina Preventiva do Reino Unido, antes conhecido por Edward Jenner teve seu nome trocado em 1899 em homenagem a Lister. Desde então é chamado de The Lister Institute of Preventive Medicine. Lister é um dos dois cirurgiões do Reino Unido que têm um monumento público em Londres (o outro cirurgião é John Hunter), localizado em Portland Place, Marylebone. Há também uma estátua de Lister em Kelvingrove Park, Glasgow, celebrando sua ligação com a cidade.
Suas descobertas e contribuições para a medicina e para a ciência levaram a rainha Vitória a criar um baronato para Lister em 1883, no Condado de Middlesex. Em 1897, foi nomeado Barão Lister, de Lyme Regis, no Condado de Dorset. Lorde Lister foi apontado para a Ordem do Mérito, na lista publicada em 16 de junho de 1902 em honra à coroação de Eduardo VII. Foi ordenado cavaleiro da coroa em 8 de agosto de 1902 e membro do conselho do Palácio de Buckingham, em 11 de agosto de 1902.
Entre as honrarias internacionais, Lister recebeu a Pour le Mérite, do Reino da Prússia, uma das maiores honrarias na Europa na época. Em 1889 foi eleito como membro estrangeiro da Academia Real das Ciências da Suécia. Dois selos comemorativos foram confeccionados em 1965 em honra ao pioneirismo de Joseph Lister na cirurgia.
Um edifício junto à Royal Infirmary, em Glasgow, que abriga os departamentos de citopatologia, microbiologia e patologia foi nomeado em homenagem a Lister e por seu trabalho no hospital. O Hospital Lister, em Stevenage, Hertfordshire, também é em sua homenagem.
Em 1879, o antisséptico Listerine foi desenvolvido, primeiro como antisséptico cirúrgico e depois como enxaguante bucal, nomeado em homenagem a Lister. Vários micro-organismos foram nomeados em homenagem ao médico. A bactéria Listeria monocytogenes foi nomeada por J. H. H. Pirie.